# Romeo i Julija (Prokofjev)
Romeo i Julija, ruski balet. Napisao ga je Sergej Prokofjev inspiriran Shakespeareovim djelom. Napisao ga je između 1935. i 1936. na narudžbu baleta Kirova. Zbog političkih okolnosti u kazalištu izvedeno je tek 1940. godine. Svjetsku praizvedbu imao je 1938. u Češkoj u Brnu. Prokofjev je prvobitno svojoj interpretaciji priče o veronskim ljubavnicima namijenio sretan završetak, ali je nakon niza primjedaba što plesača što koreografa, na kraju ipak pristao na tragičnu, Shakespeareu vjernu završnicu. Balet je također izveden u Hrvatskoj. U Hrvatskom narodnom kazalištu u Zagrebu je do 2016. izveden šest puta. Prvo je uprizorenje bilo 1948. u koreografiji Margarete Froman a istu je predstavu vidjela i londonska publika prigodom gostovanja zagrebačkog Baleta 1955. tek upoznajući Prokofjevljevu Romea i Juliju. Koreografije su za zagrebački HNK napravili Dimitrije Parlić, Ivica Sertić, Waczlaw Orlykowski (premijerno izveden na Dubrovačkim ljetnim igrama), Dinko Bogdanić te Patrice Bart.